# Butter (1998)
Butter is een Amerikaanse actiefilm uit 1998 geregisseerd door Peter Gathings Bunche. Aan de film doen onder andere de acteurs Ernie Hudson, Nia Long, Donnie Wahlberg en Tony Todd mee. De film werd voor het eerst getoond op de zender Home Box Office. 

## Verhaal
Een belangrijke zangeres wil tegen de zin van haar label in, van label veranderen. De leidinggevenden van haar (corrupte) label, die in de film worden gevolgd, besluiten haar met een overdosis te vermoorden. De neef/manager van de zangeres wordt verantwoordelijk gehouden voor de moord, waarop hij vlucht en de echte daders probeert te achterhalen.

## Rolverdeling
| Acteur            | Personage              |
| ----------------- | ---------------------- |
| Shemar Moore      | Freddy Roland          |
| Ernie Hudson      | Curtis "8-Ball" Harris |
| Nia Long          | Carmen Jones           |
| Donnie Wahlberg   | Rick Damon             |
| Tony Todd         | Benzo Al               |
| Tom "Tiny" Lister | House                  |
| Terrence Howard   | Dexter Banks           |
| Donald Faison     | Khaleed                |
| Salli Richardson  | Blusette Ford          |
| Badja Djola       | Roscoe                 |
| Sam Phillips      | Dina                   |
| Ernie Hudson Jr.  | Marcus                 |